# 佐兰迪·拉斯洛
佐兰迪·拉斯洛（匈牙利語：Zarándi László，1929年6月10日—2023年8月14日），匈牙利男子田径运动员。他曾代表匈牙利参加1952年夏季奥林匹克运动会田径比赛，获得男子4×100米接力铜牌。